# محسن هرندی
محسن هرندی (زاده  اصفهان) گوینده  و بازیگر قدیمی سینما، رادیو و تلویزیون ایران است. 

## آثار
محسن هرندی که سابقهٔ حضور در فیلم خانهٔ قمر خانم را دارد علاوه بر بازیگری در سینما، رادیو و تلویزیون، به عنوان نویسنده، کارگردان و تهیه‌کننده برنامه‌های تلویزیونی نیز فعالیت داشته‌است. تا پیش از انقلاب اسلامی وی تهیه کننده بسیاری از برنامه‌های سرگرمی و روحوضی در تلویزیون ملی ایران نیز بود. از دیگر فعالیت‌های وی حضور در برنامهٔ پر طرفدار  رادیویی صبح‌ جمعه با شما  با لهجه اصفهانی در دههٔ 1360 است . 

### بازیگری
- سلطان صاحبقران (سریال تلویزیونی)(۱۳۵۴)
- غریبه (سریال تلویزیونی) (۱۳۵۴)
- زیر بازارچه (سریال تلویزیونی)(۱۳۵۲)[۳]
- شو تلویزیونی بشکن و بالا بنداز (شو عامیانه) (۱۳۵۲)
- فیلم سینمایی خانه قمر خانم به کارگردانی بهمن فرمان آرا (۱۳۵۱)[۴]
- فیلم سینمایی سوغات اصفهان (۱۳۴۹) - به نمایش عمومی در نیامد
- خانه‌ی قمر خانم (سریال تلویزیونی)(۱۳۴۷)[۵]
- آلاخون‌والاخون (سریال تلویزیونی)(۱۳۴۶)

### تهیه کنندگی
- پنهان شدن
- حیات جاوید (سریال تلویزیونی)(۱۳۵۷)
- عشق پیری (سریال تلویزیونی)(۱۳۵۷)
- فیلم سینمایی سوغات اصفهان (۱۳۴۹) - به نمایش عمومی در نیامد
- آلاخون‌والاخون (سریال تلویزیونی)(۱۳۴۶)

### کارگردانی
- پنهان شدن
- زیر بازارچه (سریال تلویزیونی)(۱۳۵۲)
- خانه‌ی قمر خانم(۱۳۵۱)
- فیلم سینمایی سوغات اصفهان (۱۳۴۹) - به نمایش عمومی در نیامد